# Glaskeramik

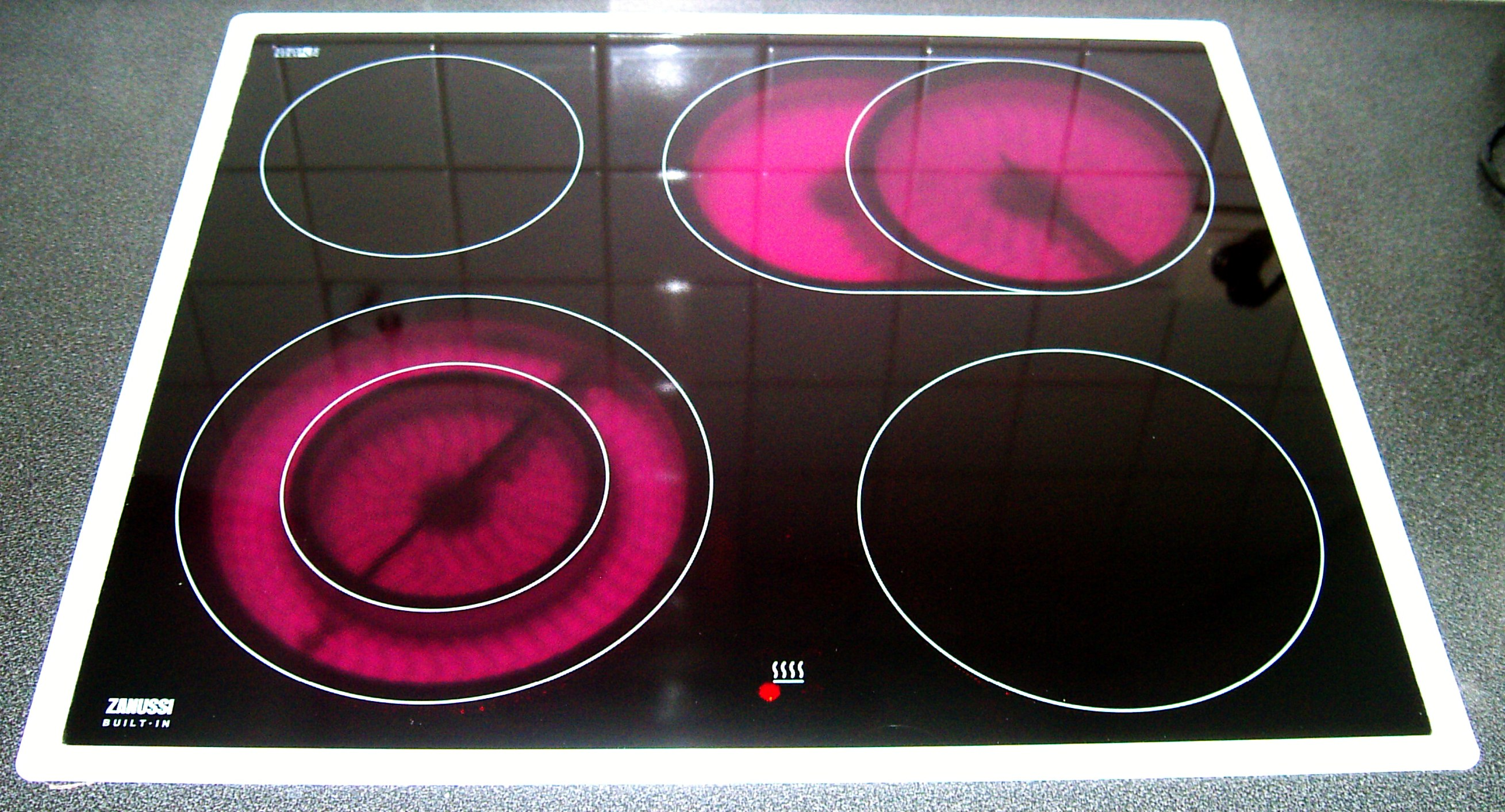
Typisches Glaskeramikkochfeld

Glaskeramik, auch Vitrokeram, ist eine Werkstoff-Gruppe, die aus einer polykristallinen und einer glasigen Phase besteht.
Glaskeramik hat eine der Keramik ähnliche Struktur, wird jedoch anders hergestellt. Charakteristisch für Glas ist, dass dieses beim Abkühlen erstarrt, ohne zu kristallisieren. Zur Herstellung von Glaskeramik wird die Bildung von Kristalliten in der Glasschmelze durch Zugabe von Keimbildnern gezielt gefördert. Dadurch erfolgt eine gesteuerte teilweise Kristallisation. Die Werkstücke werden wie Glas gegossen. Anschließend erfolgt eine Wärmebehandlung.

## Herstellung und Geschichte
Eine Glaskeramik entsteht aus einer Glasschmelze, in der man Kristallwachstum gezielt fördert. Dazu werden verschiedene Oxide oder Carbonate bei hoher Temperatur geschmolzen, homogen vermischt. Bei Abkühlung entsteht ein Glas, bei dem die Ausbildung von kristallinen Bereichen als störend und Verfahrensfehler eingestuft wurde. Zur Weiterverarbeitung zur Glaskeramik werden durch Tempern in einem ersten Schritt kleinste Kristallite, sogenannte Keime, erzeugt. Sie entstehen bei relativ niedrigen Temperaturen und sind nur wenige Nanometer (millionstel Millimeter) groß. Diese gesteuerte Kristallisation gelang erstmals Stanley Donald Stookey in den 1950er Jahren bei den Corning-Glaswerken in den USA, indem er die Keimbildung durch Zugabe von Titanoxid zu den Rohstoffen förderte. In einem zweiten Schritt lässt man bei meist etwas höherer Temperatur die Kristallite wachsen, so dass sie schließlich 30 bis 95 Prozent der Werkstoffmasse ausmachen (der Rest bleibt amorph). Dieser Anteil sowie die Größe und auch die Form der Kristallite lassen sich über das Temperaturprofil einstellen. Durch die chemische Zusammensetzung der Schmelze und in gewissem Maße durch die Temperbehandlung kann sogar die Kristallstruktur vorgegeben werden. Somit ist der gesamte mikroskopische Aufbau des Werkstoffs, anders als bei Sinterkeramiken, unabhängig von Formgebung und Verdichtung steuerbar. 1958 wurden aus dem Material die ersten Kochtöpfe aus Glaskeramik hergestellt, die ersten Kochfelder aus Glaskeramik – bis heute vermarktet unter der Marke Ceran – wurden 1972 von Schott auf den Markt gebracht. Der ebenfalls von Schott entwickelte Glaskeramikwerkstoff Zerodur, der sich durch eine sehr niedrige Wärmeausdehnung auszeichnet, wurde Ende der 1960er Jahre als Spiegelgrundmaterial für Großteleskope entwickelt. 1973 wurde dann der erste 3,5-m-Spiegel aus dem Material gegossen.

## Eigenschaften und Anwendungen
Es existieren viele unterschiedliche glaskeramische Systeme. Einige der wichtigsten sind das MgO x Al2O3 x nSiO2-System (MAS-System), das ZnO x Al2O3 x nSiO2-System (ZAS-System), Glaskeramiken aus Lithiumdisilikat und Glaskeramiken mit Phlogopit als Grundsystem.
Für das mit Abstand bedeutendste System jedoch werden als Hauptbestandteile Lithiumoxid, Aluminiumoxid und Siliciumdioxid verwendet. Dieses für die glaskeramische Industrie wichtigste System wird auch als LAS-System bezeichnet und existiert in vielen Abwandlungen. Als epitaktischer Keimbildner wird meist Zirconium(IV)-oxid in Kombination mit Titan(IV)-oxid zugesetzt. Zu den in diesem System anzutreffenden Hauptkristallphasen, einem Hochquarz-Mischkristall (HQMK) und einem Keatit-Mischkristall (KMK), haben Hummel und Smoke grundlegende Arbeiten geleistet.
Glaskeramiken des LAS-Systems mit HQMK als Hauptkristallphase besitzen durch ihren geringen Wärmeausdehnungskoeffizienten von etwa 0,1·10−6 1/K (im Bereich 20 bis 700 °C) eine sehr gute Thermoschockbeständigkeit. Liegt die chemische Zusammensetzung des reinen Li2O x Al2O3 x nSiO2-Systems bei n > 3,5, wandelt sich der HQMK ab etwa 950 °C in Keatit-Mischkristall um. Die Phasenumwandlung ist irreversibel und rekonstruktiv, also mit dem Aufbruch von Bindungen gekoppelt. Trotzdem sind sich die beiden Kristallphasen, wie Li zeigen konnte, in ihren Strukturen sehr ähnlich. Nach der Umwandlung steigt der Wärmeausdehnungskoeffizient der Glaskeramik aufgrund des höheren Wärmeausdehnungskoeffizient des KMK auf etwa 1·10−6 1/K (im Bereich 20 bis 700 °C) an.
Charakteristisch für diese Glaskeramik, die als Verbundwerkstoff aus Glas und Kristallen zu verstehen ist, ist also ein sehr geringer oder sogar negativer Wärmeausdehnungskoeffizient in unterschiedlichen Temperaturbereichen, wodurch ein Bruch durch Temperaturschock vermieden wird. Es lassen sich daher mit diesen Phasen Glaskeramiken mit hervorragenden Thermoschockeigenschaften bei ebenfalls sehr guter mechanischer Festigkeit realisieren. Durch das Mengenverhältnis der Glasphase zur Kristallphase kann der Wärmeausdehnungskoeffizient einer Glaskeramik an verschiedenste Anforderungen angepasst werden.
Anwendungen ergeben sich in vielfältiger Weise als Material für Lasergyroskope oder als Schutzgläser mit hoher Temperaturwechselbeständigkeit sowie im Haushaltsbereich als Kochfeld und Kochgeschirr. Spiegelträger großer Teleskope werden heute aus Glaskeramiken gefertigt, ebenso Hochleistungsreflektoren für digitale Projektoren. In Laboratorien haben Glaskeramikplatten Asbestdrahtnetze als Unterlage beim Erhitzen abgelöst.
Die größten Hersteller von Glaskeramik – Schott, Nippon Electric Glass und Corning (Eurokera) – haben sich hauptsächlich auf diese Anwendungen fokussiert. Bekannt sind Produktnamen wie zum Beispiel Ceran und KeraBlack im Bereich Kochfelder und Zerodur, Cer-Vit, [Astro-]Sital[l] (auch CO-115M) und Clearceram von dem Hersteller Ohara für Teleskop-Spiegelträger sowie die der transparenten Glaskeramik Robax und Pyroceram für Kaminsichtscheiben, ebenso wie Firelite und Neoceram.
Ein früher Hersteller war Owens-Illinois mit Cer-Vit. Zeitweise wurde auch unter den Bezeichnungen V01 und V02 ein derartiger Werkstoff durch die Firma Xinhu in China gefertigt.